# 13390 Bouška
13390 Bouška eller 1999 FQ3 är en asteroid i huvudbältet som upptäcktes den 23 september 1999 av de båda tjeckiska astronomerna Marek Wolf och Petr Pravec vid Ondřejov-observatoriet. Den är uppkallad efter astronomen Jiří Bouška.
Asteroiden har en diameter på ungefär 7 kilometer och den tillhör asteroidgruppen Eunomia.